# Nikolaus Aumüller
Nikolaus Aumüller (* ca. 1775; † Januar 1856 in Prölsdorf) war ein bayerischer Mühlenbesitzer, Holzhändler und Politiker.
Aumüller wurde 1813 als Oberbürgermeister von Prölsdorf bezeichnet.
Daneben war Aumüller auch landespolitisch tätig. Er gehörte von 1831 bis 1839 der bayerischen Kammer der Abgeordneten an, wo er den Untermainkreis vertrat. Er wurde in der Gruppe V, also der Großgrundbesitzer, gewählt. Seine drei Söhne wurden Müllermeister – Philipp übernahm die Mühle in Prölsdorf –, die drei Töchter Brauereibesitzerinnen.